# Prognostik
Prognostik je osoba vykonávající prognostiku. Většinou jde o osobu s ekonomickým, sociologickým, politologickým, geografickým či podobným vzděláním a/nebo s praxí v těchto oborech. Je to často absolvent odpovídající vysoké školy.
Prognostik formuluje prognózy.
Předmětem prognózy bývá zejména: vývoj rozhodujících veličin ekonomického systému (podniku či národního hospodářství), vývoj sociologických či politických systémů.